# Distikstoftetraoxide
Distikstoftetraoxide (N2O4) is het dimeer van stikstofdioxide (NO2). Het is een kleurloze, giftige vloeistof met een laag kookpunt. Bij kamertemperatuur is het een kleurloos gas. Normaliter komt het gas in evenwicht voor met het roodbruine stikstofdioxide.
Distikstoftetraoxide wordt in de ruimtevaart en rakettechniek gebruikt in hypergole brandstofmengsels voor raketmotoren, waarbij het met hydrazine of een hydrazinederivaat wordt samengebracht en er spontaan mee ontbrandt.

## Synthese
Distikstoftetraoxide wordt bereid via de katalytische oxidatie van ammoniak met zuurstofgas (zoals bij de productie van salpeterzuur). Daarmee wordt stikstofmonoxide en waterdamp gevormd. Dit gasmengsel wordt gekoeld om het water te condenseren en af te scheiden. Het stikstofmonoxide wordt met zuurstof verder geoxideerd tot stikstofdioxide; dit gas wordt dan weer gekoeld om het te dimeriseren tot distikstoftetraoxide, dat condenseert en van het gas wordt afgescheiden.

## Eigenschappen
Distikstoftetraoxide is een corrosieve en sterk oxiderende vloeistof. Ze reageert heftig met reducerende en brandbare stoffen. Met gasvormig water vormt ze salpeterzuur. De stof is in principe weinig oplosbaar in water, ze lost wel goed op in salpeterzuur.
Distikstoftetraoxide kookt bij 21 °C en bij verdere verhitting valt ze uiteen in stikstofdioxide: één molecule distikstoftetraoxide valt uiteen in twee moleculen stikstofdioxide (NO2). Er stelt zich een evenwicht in tussen deze twee stikstofoxiden. Als de temperatuur verhoogt verschuift het evenwicht naar links. Bij ca. 220 °C is de ontleding volledig aflopend. De reactie-enthalpie bedraagt −57 kJ/mol.
{\displaystyle \mathrm {2\ NO_{2}\ \rightleftharpoons \ N_{2}O_{4}} }
Het opgeloste stikstofdioxide geeft aan het vloeibare distikstoftetraoxide een geelbruine kleur.
De kritische temperatuur van distikstoftetraoxide bedraagt 157,85 °C en de kritische druk is 10 × 106 Pa.
Distikstoftetraoxide is diamagnetisch, in tegenstelling tot stikstofdioxide dat paramagnetisch is.
De stof is zeer giftig bij inademing en kan dodelijk longoedeem veroorzaken. Blootstelling aan de stof in vloeibare toestand kan koude brandwonden veroorzaken.

## Toepassingen
Distikstoftetraoxide wordt in raketbrandstof gebruikt, zowel voor motoren van draagraketten of intercontinentale raketten als voor motoren van satellieten of ruimtesondes. Distikstoftetraoxide in combinatie met hydrazine of derivaten van hydrazine zoals UDMH (Unsymmetrical Dimethylhydrazine) is momenteel het enige gebruikte hypergole brandstofmengsel. Het heeft als voordeel dat het niet gekoeld hoeft bewaard te worden. Het werd onder andere gebruikt voor de motoren van de maanlanders in het Apollo-programma.
Verder wordt het bij oxidaties toegepast.